# Kanzel St. Johannes der Täufer (Seßlach)

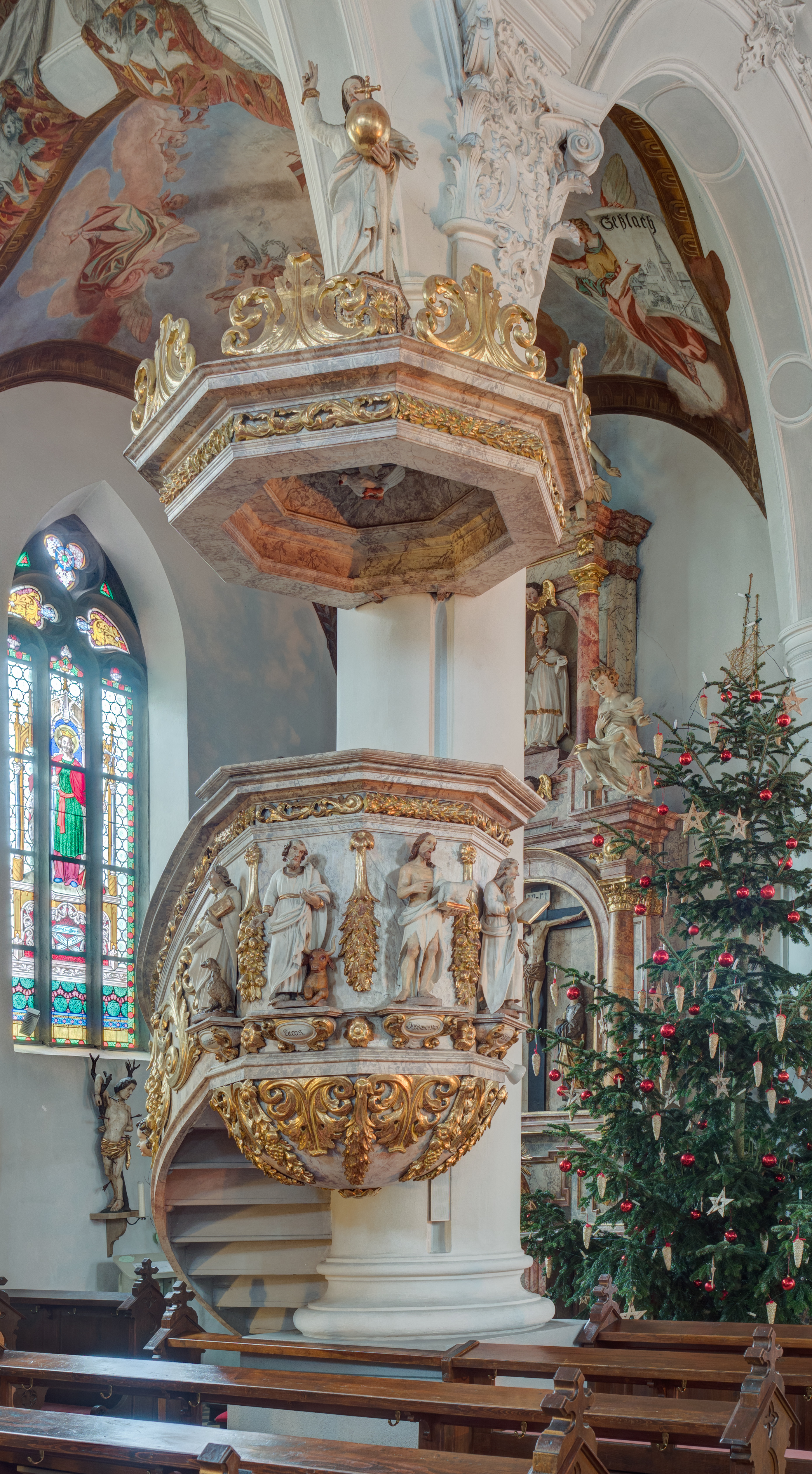
Kanzel in Seßlach

Die Kanzel in der Kirche St. Johannes der Täufer in Seßlach, einer Stadt im oberfränkischen Landkreis Coburg in Bayern, wurde 1696 geschaffen. Die barocke Kanzel aus marmoriertem Holz ist als Teil der Kirchenausstattung ein geschütztes Baudenkmal. 
Der achteckige Schalldeckel wird von einer hölzernen Figur des Salvator mundi bekrönt. Christus hat die rechte Hand zum Segen erhoben, mit der linken Hand hält er eine Weltkugel.   
Am achteckigen Kanzelkorb sind die vier Evangelisten und Johannes der Täufer dargestellt.      

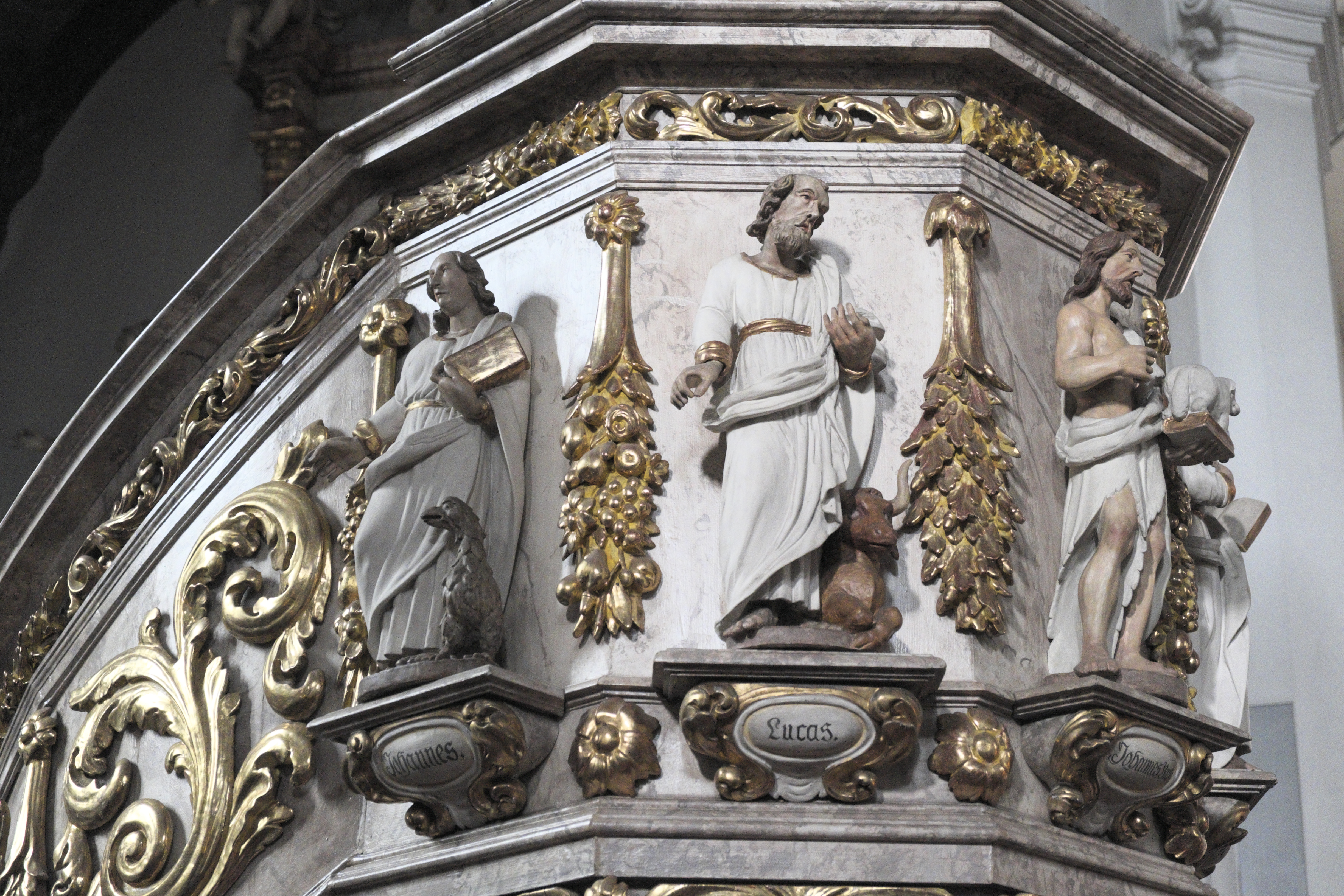
Kanzelkorb mit den Evangelisten Johannes und Lukas sowie Johannes dem Täufer
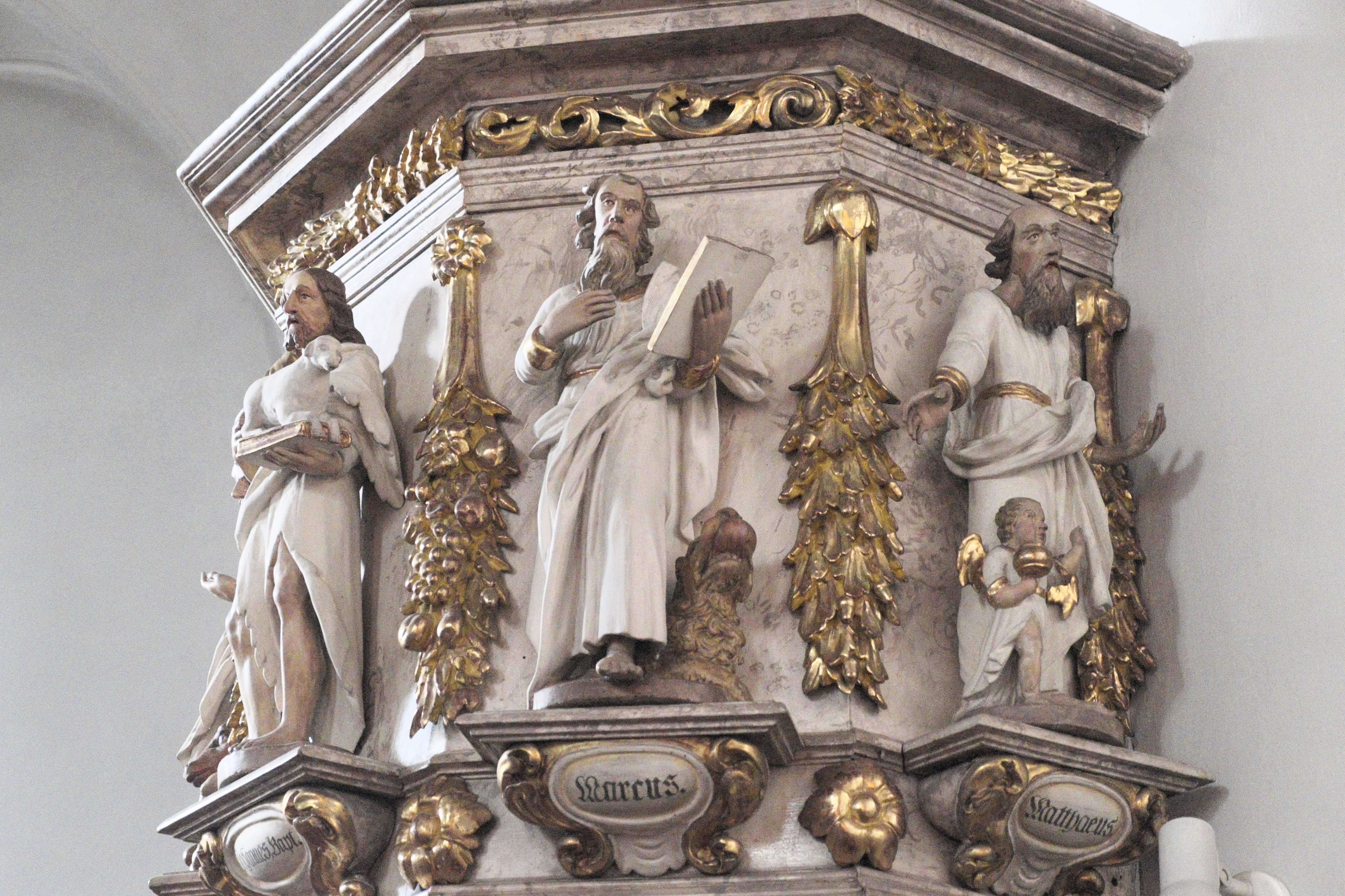
Kanzelkorb mit Johannes dem Täufer sowie den Evangelisten Markus und Matthäus
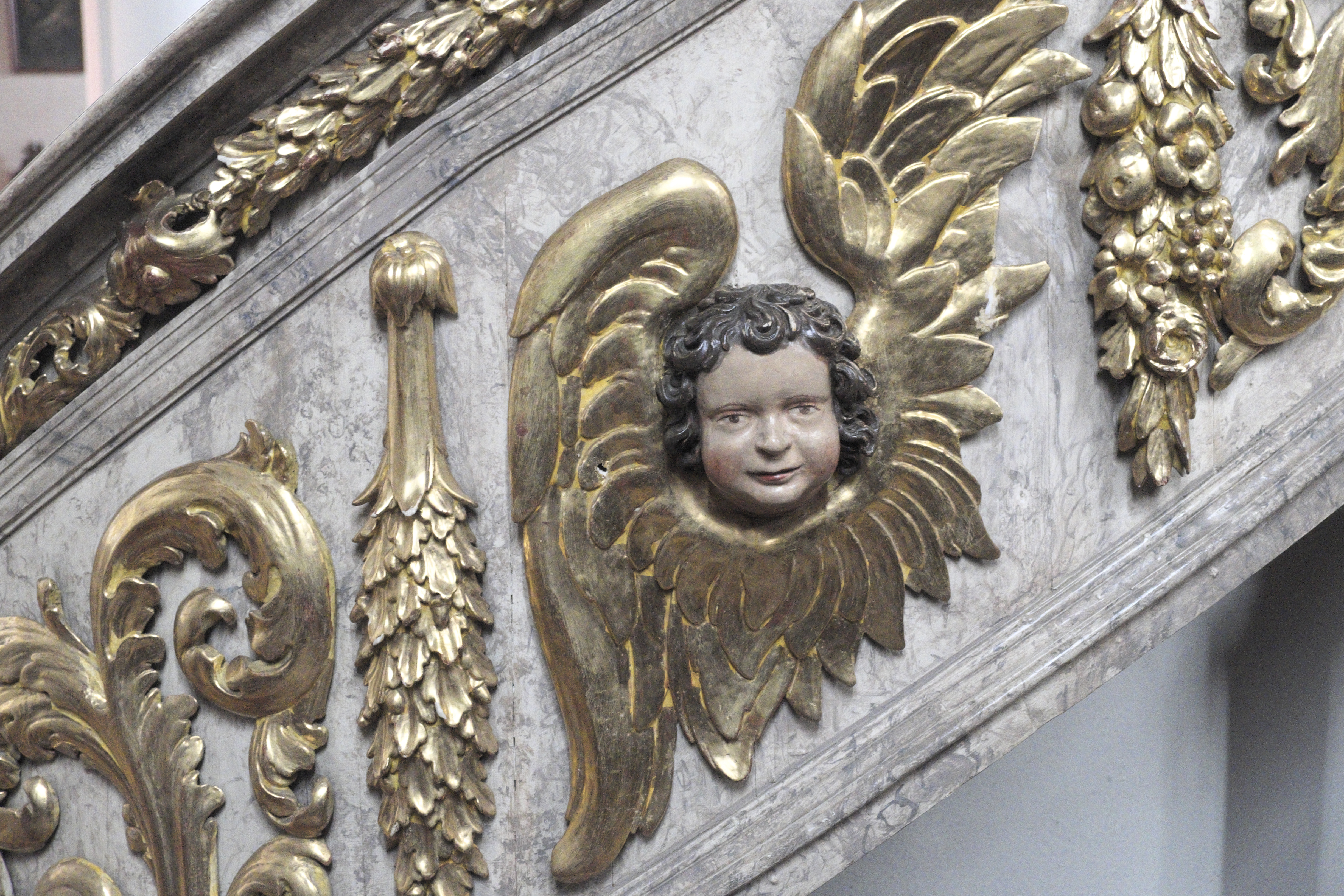
Engelskopf an der Kanzeltreppe